# Pachmarhī
Pachmarhī är en ort i Indien.   Den ligger i distriktet Hoshangabad och delstaten Madhya Pradesh, i den centrala delen av landet, 700 km söder om huvudstaden New Delhi. Pachmarhī ligger 1 061 meter över havet och antalet invånare är 3 228.
Terrängen runt Pachmarhī är huvudsakligen kuperad. Pachmarhī ligger uppe på en höjd. Runt Pachmarhī är det ganska tätbefolkat, med 83 invånare per kvadratkilometer. Det finns inga andra samhällen i närheten. I omgivningarna runt Pachmarhī växer huvudsakligen savannskog.